# Pfarrhaus Solln

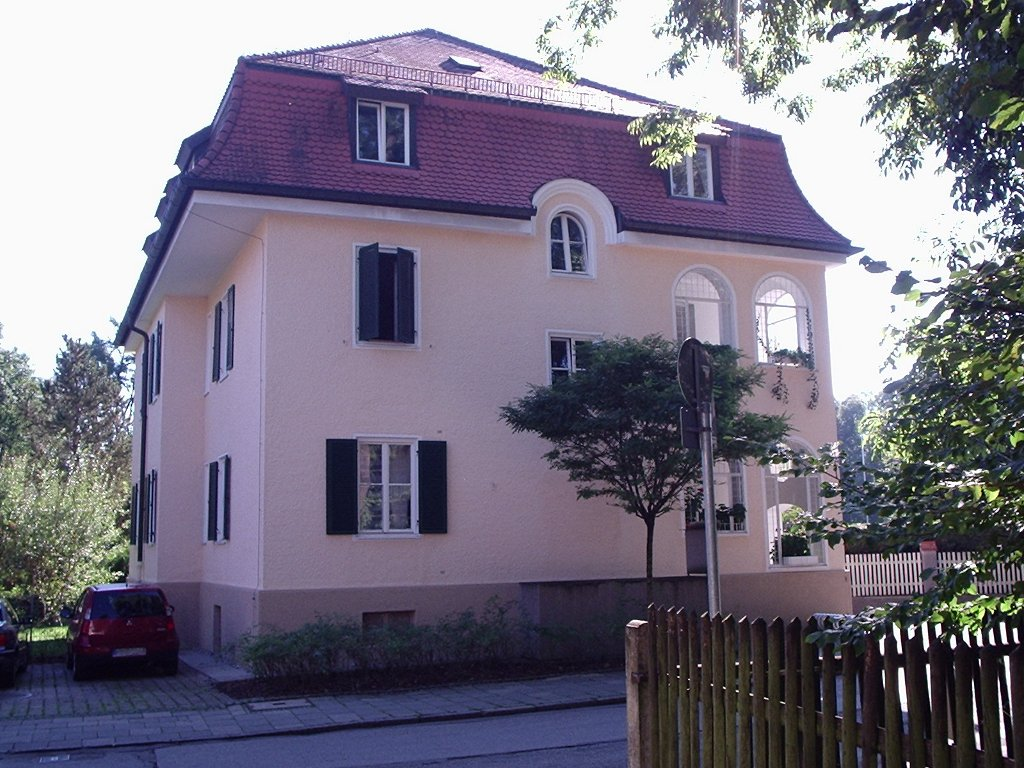
Katholisches Pfarrhaus Solln, Westseite

Das katholische Pfarrhaus Solln ist ein Gebäude im Münchner Stadtteil Solln. Es ist als Baudenkmal in die Bayerische Denkmalliste eingetragen.

## Lage
Das Pfarrhaus liegt an der Grünbauerstraße 6 in unmittelbarer Nähe der katholischen Pfarrkirche St. Johann Baptist am Fellererplatz. Die Kirche, das Pfarrhaus und die südlich davon gelegene Schule an der Herterichstraße wurden alle vom selben Architekten entworfen und bilden ein stilistisches Ensemble. Der Bereich zwischen ihnen ist ein Subzentrum in Solln neben dem alten Dorfkern und verbindet den Dorfkern im Südwesten mit der Villenkolonie Solln im Nordwesten.

## Geschichte
Der ursprünglich als Wohngebäude gedachte Bau wurde 1906 nach einem Entwurf der Architektenbrüder Franz Rank und Josef Rank errichtet, ein Jahr nach Fertigstellung der von denselben Architekten entworfenen Pfarrkirche. Solln war damals noch eine eigenständige Gemeinde. Der Besitzer Joseph Buchauer (1859–1927), der in Solln Grundeigentum besaß und Mitglied des Kirchenvorstands war, stiftete es der katholischen Kirche als Pfarrhaus. Er selbst bewohnte die Buchauer-Villa. Zum Dank wurde Buchauer zum Sollner Ehrenbürger ernannt und eine Straße nach ihm benannt.
1945 versteckte der damalige Stadtpfarrer Josef Hahner mehrere Monate in einer kleinen Kammer im zweiten Stock des Pfarrhauses Gertrud Schaeffler, Mutter des Philosophen Richard Schaeffler, die aufgrund ihrer jüdischen Herkunft von der Deportation bedroht war, und rettete ihr damit das Leben.
Das Pfarrhaus ist heute Verwaltungssitz des katholischen Pfarrverbands Solln, in dem die Pfarreien St. Johann Baptist und St. Ansgar zusammengeschlossen sind.

## Beschreibung
Das Gebäude ist ein zweigeschossiger Bau mit barockisierender Fassade und als Mansarddach ausgeführtem Walmdach. An der Südseite befindet sich ein Seitenrisalit mit Giebel. Ein ursprünglich ebenerdiger Anbau an der Ostseite sollte die Verbindung zu einem zweiten Wohngebäude darstellen, das aber nicht verwirklicht wurde. Der Anbau wurde 1910 auf zwei Geschosse aufgestockt.